# Lorenzo Onofrio Colonna (1637-1689)
 (juillet 2022).
Pour les articles homonymes, voir Colonna.
Lorenzo Onofrio Colonna (Lorenzo Onofrio Colonna, 8e prince de Paliano) né le 19 avril 1637 à Palerme et mort le 15 avril 1689 à Rome, est un noble italien, prince et duc de Paliano, duc de Tagliacozzo et vice-roi d'Aragon et de Naples.
Il était marié à Marie Mancini,.